# دانش‌ورز

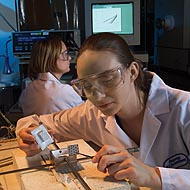
تصویر یک فرد دانش‌ورز در انجام پروژه

دانِش‌وَرز (به انگلیسی: Knowledge worker)، کارکن دانش، کارمند دانش یا کارگر دانش به نیروی‌کاری گفته می‌شود که سرمایه اصلی وی، دانش و اطلاعات اوست و به کمک دانسته‌هایش امرار معاش می‌کند. دانش‌ورز (ترجمه تحت‌اللفظی: کارگر دانش) به تمام افرادی گفته می‌شود که «برای زندگی کردن باید فکرکنند». برنامه‌نویس، پزشک، داروساز، معمار، مهندس، دانشمند، حسابدار، حقوق‌دان (اعم از وکیل و قاضی)، استاد دانشگاه و محققان، همگی کارکنان و کارگران دانش‌اند.
عبارت «کارگر اطلاعات» به کارکنان فنی و حرفه‌ای گفته می‌شود که کار آنها مبتنی بر اطلاعات است یا به عبارتی کار اصلی آنها توسعه و استفاده از دانش می‌باشد. عموماً دانشمندان و مهندسان و مدیران فناوری در یک سامانه، به عنوان دانش‌ورز شناخته می‌شوند. اصطلاح انگلیسی Knowledge worker را پیتر دراکر در سال ۱۹۵۳ ابداع کرد. در متون فارسی از این عبارت به صورت کارکنان دانشی نیز یاد شده‌است.

## تعریف
کارکنان دانش در مقایسه با دیگر کارگران، در زمینه‌های «غیرمتداول» به حل‌مسئله می‌پردازند. آنان عموماً در دو حالت فکر می‌کنند:
- تفکر هم‌گرا: دقیق شدن و تمرکز، از چندین مسئله نتیجه گرفتن و رسیدن به یک نقطه؛ مثل زمانی که تست (سؤال چند گزینه‌ای) را حل می‌کنید.[۲]
- تفکر واگرا: خلاقانه فکر کردن و از یک موضوع به چندین مسئله رسیدن.

به رغم تحقیقات مختلفی که در این زمینه انجام شده است، همچنان تعریفی وجود ندارد که بتواند به  طور شفاف دانش‌ورزی را تعریف کند.
نظرات مختلفی در این زمینه ارائه شده‌است. ریچارد فلوریدا آن را این گونه توضیح می‌دهد: «تغییر در ایده‌ها و نحوه انجام کار به طوری که محصولِ دانش، خلق شود یا یک محصول موجود بهبود قابل ملاحظه‌ای پیدا کند». این تعریف جامع نیست و دامنه کار با اطلاعات را اکثراً محدود به خلاقیت می‌داند. تعریف ریچارد فلوریدا با تعاریف وسیع تر، به چالش کشیده می‌شود. در توزیع و مدیریت اطلاعات، کارکنان دانش عنصر خلاق و جدیدی را به سیستم اضافه نمی‌کنند، اما کارشان ارزشمند است. تعریف دیگری که در نظر گرفته می‌شود این است که «تمام افرادی که در تولید و توزیع اطلاعات نقش دارند، کارکنان دانش هستند». در این صورت، عبارت «کارکن دانش» دامنه بسیار گسترده‌ای را در بر می‌گیرد و توضیح شفاف و واضحی دربارهٔ موقعیت شغلی افراد ارائه نمی‌کند.
گفته می‌شود کارکنان دانش، ۳۸ درصد از زمان خود را برای پیدا کردن اطلاعات صرف می‌کنند. آن‌ها اغلب در کنار رئیس خود نیستند و ممکن است در منطقه زمانی متفاوت، از خانه یا در دپارتمانی متفاوت کار کنند. به دلیل افزایش وابستگی کسب‌وکارها به تکنولوژی اطلاعات، تعداد کارکنان اطلاعاتی که لازم است کار کنند، به صورت چشم‌گیری افزایش یافته‌است.
به دلیل حقوق بالا، استقلال نسبی در کنترل پروسه کار، گاهی اوقات به آنان «یقه طلایی» نیز گفته می‌شود. البته تحقیقات نشان داده‌است، فرسودگی شغلی برای آنان محتمل‌تر است. همچنین برخلاف کارگران عادی، سازمان‌های کارفرما، کنترل بیشتر و نزدیک‌تری برروی دانش‌ورزان دارند.
مدیریت کارکنان دانش ممکن است کار پیچیده‌ای باشد. دانش‌ورزان اغلب از اتوماسیون (خودکارسازی پروسه‌ها به کمک کامپیوتر) دوست دارند و از اینکه «مدیریت» شوند، خوششان نمی‌آید. مدیران، خود اغلب کارکنان اطلاعات هستند یا در گذشته بوده‌اند. پروژه‌ها نیز باید پیش از محول کردن و واگذاری پروژه، به دقت بررسی شوند چرا که هدف و علایق کارکنان دانش، برروی کیفیت انجام شدن پروژه تأثیر زیادی دارد. باید با کارکنان دانش به عنوان افراد مستقل رفتار شود.